# Billy Goldenberg
William Leon „Billy“ Goldenberg (* 10. Februar 1936 in Brooklyn, New York City; † 3. August 2020 in Manhattan, New York City) war ein US-amerikanischer Filmkomponist und Songwriter.

## Leben
William „Billy“ Goldenberg schrieb die Musik zu den Universal-Serien Kojak und Columbo. Er komponierte 1971 die Musik für den Film Duell von Steven Spielberg. 1968 hatte er die musikalische Leitung für Elvis Presleys NBC TV-Special „ELVIS“. Goldenberg war beinahe ausschließlich für das Fernsehen tätig.
In seiner Karriere wurde er zweimal mit dem Emmy ausgezeichnet.

## Filmografie (Auswahl)
- 1969: Ein himmlischer Schwindel (Change of Habit)
- 1969: Jung, hübsch und hemmungslos (The Grasshopper)
- 1971: Duell
- 1971: Columbo: Lösegeld für einen Toten (Ransom for a Dead Man)
- 1971: Columbo: Tödliche Trennung (Murder by the Book)
- 1971: Columbo: Mord in Pastell (Suitable for Framing)
- 1971: Columbo: Schritte aus dem Schatten (Lady in Waiting)
- 1972: Das Glashaus (The Glass House)
- 1972: Mach’s noch einmal, Sam (Play It Again, Sam)
- 1972: Sandkastenspiele (Up the Sandbox)
- 1972: Wie du mir, so ich dir (The Crooked Hearts)
- 1973: Sheila (The Last of Sheila)
- 1973: Columbo: Zwei Leben an einem Faden (A Stitch in Crime)
- 1974: Columbo: Schreib oder stirb (Publish or Perish)
- 1974: Journey to the Outer Limits
- 1974: Ein Lächeln vor dem Tod (Smile Jenny, You're Dead)
- 1975: Die Ballkönigin (Queen of the Stardust Ballroom)
- 1975: The Incredible Machine
- 1976: Die Entführung des Lindbergh-Babys (The Lindbergh Kidnapping Case)
- 1976: Delvecchio (Delvecchio)
- 1976: Helter Skelter – Die Nacht der langen Messer (Helter Skelter)
- 1976: Mein Freund, der Roboter (Future Cop)
- 1977: Das Domino Komplott (The Domino Principle)
- 1978: Liebe vor Gericht (A Question of Love)
- 1979: Scavenger Hunt
- 1979: Die Psycho Farm (The Cracker Factory)
- 1980: Das Tagebuch der Anne Frank (The Diary of Anne Frank)
- 1980: Ein Akt der Liebe (Act of Love)
- 1980: Wir sind alle Gottes Kinder (All God's Children)
- 1981: Die Hölle des Bill Carney (The Ordeal of Bill Carney)
- 1981: Bei Anruf Mord (Dial M for Murder)
- 1981: Devil's House – Wenn Mauern töten (This House Possessed)
- 1982: Probe für einen Mord (Rehearsal for Murder)
- 1982: Leben auf Bestellung (The Gift of Life)
- 1983: Bekenntnisse eines Ehemanns (Confessions of a Married Man)
- 1983: Die Schuld der Helden (Memorial Day)
- 1983: Sein Freund, der Roboter (Prototype) (Fernsehfilm)
- 1983: Ruben, Ruben (Reuben, Reuben)
- 1985: Die vielen Tode der Louise Jamison (Guilty Conscience)
- 1988: Endlich wieder 18 (18 Again!)
- 1988: Onassis, der reichste Mann der Welt (Onassis: The Richest Man in the World)
- 1989: In 80 Tagen um die Welt (Around The World In 80 Days)
- 1990: Heißes Erbe Las Vegas (Lucky Chances)
- 1990: Leute wie wir (People Like Us)
- 1991: Blinder Hass (Line of Fire: The Morris Dees Story)
- 1991: Tschernobyl – Die letzte Warnung (Chernobyl: The Final Warning)
- 1992: Im Netz des Syndikats (What She Doesn't Know)
- 1992: Kein Engel auf Erden (The Man Upstairs)
- 1992: Miss Rose White
- 1992: Wege aus dem Nichts (Miles from Nowhere)
- 1994: Das Kind einer anderen (Someone Else's Child)
- 1996: Und täglich grüßt der Weihnachtsmann (Christmas Every Day)
- 1997: Gefangene des Hasses (Convictions)
- 2003: Pieces of April – Ein Tag mit April Burns (Pieces of April)